# Evangelische Kirche Jugenheim

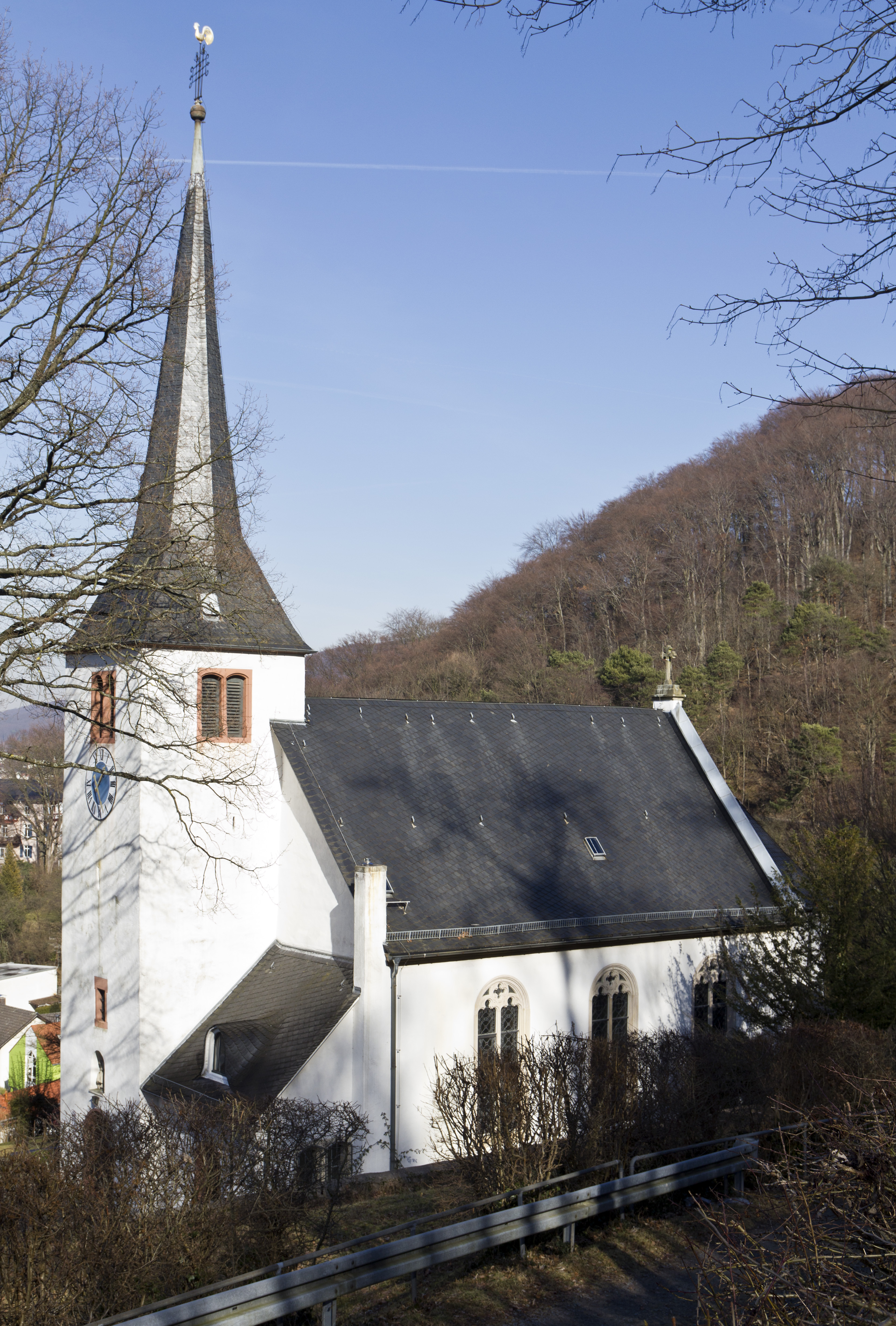
Evangelische Kirche Jugenheim (2012)

Die Evangelische Kirche Jugenheim (auch: Bergkirche Jugenheim) ist eine Kirche in der südhessischen Gemeinde Jugenheim an der Bergstraße.

## Architektur und Geschichte

### Kirche
Unter Einbeziehung eines Vorgängerbaus von 1263 wurde um das Jahr 1480 eine kleine Saalkirche mit quadratischem Chor, Sakristei und Turm erbaut. Von 1851 bis 1856 wurde diese Kirche erweitert, in die Symmetrie gebracht und mit einem halbrund geschlossenen Chor mit vorgelagerter Sakristei (mit Zugang zur Kanzel) und Fürstenloge versehen. Im Jahre 1575 wurde der Turm um ein Stockwerk erhöht und mit einem spitzen eingeknickten Helm bekrönt. Innen hat der schlichte Saalbau eine flache Balkendecke; die an zwei Seiten umlaufende L-förmige Holzempore wurde im Jahre 1855 erneuert. Die Kanzel aus dem Jahr 1751 ist ein achteckiger kassettierter Kubus auf einer Holzsäule und besitzt eine kleine rundbogige Öffnung neben dem Triumphbogen mit Zugang zur Sakristei. Die Brüstung des Verbindungspodestes ist mit dem Kubus verbunden, wodurch die eigentümliche Kanzelform entstand. Das Kruzifix im Triumphbogen wurde im Jahre 1739 von dem Bildhauer Eckhardt aus Darmstadt geschnitzt.
Zur Ausstattung der Kirche gehört auch ein historischer Taufstein aus schwarzem Marmor; er wurde im Jahre 1869 von Prinz Alexander anlässlich der Konfirmation seiner Tochter Marie gestiftet und vom Darmstädter Steinmetz Best gefertigt. In einer rundbogigen Wandnische im Turm oberhalb des Haupteinganges ist die Kopie einer spätmittelalterlichen Reliefplastik aufgestellt, die den Erzengel Michael zeigt, wie er den Drachen bezwingt. In der südlichen Seitenwand der Kirche ist eine Stiftungsplatte eingelassen. Sie weist das Baujahr 1263 aus, stammt jedoch aus der zweiten Hälfte des 15. Jahrhunderts und wurde wahrscheinlich bei der ersten Kirchenerweiterung nach einer älteren Platte oder Urkunde gefertigt.
Die Kirche inklusive ihrer Ausstattung ist aus künstlerischen und ortsgeschichtlichen Gründen ein Kulturdenkmal.

### Kirchhof
Auf dem ehemaligen, durch hohe Stützmauern befestigten Kirchhof sind sieben historisch bedeutsame und aus ortsgeschichtlichen Gründen schützenswerte Grabmale erhalten, darunter das Grabmal des Müllers Bernius von 1756, die Grabplatte des Hofpredigers Johann August Stark aus der Mitte des 19. Jahrhunderts und ein schmiedeeisernes Grabkreuz aus dem 19. Jahrhundert.
Die Evangelische Kirchengemeinde Jugenheim gehört zum Dekanat Bergstraße in der Propstei Starkenburg der Evangelischen Kirche in Hessen und Nassau.

## Bildergalerie

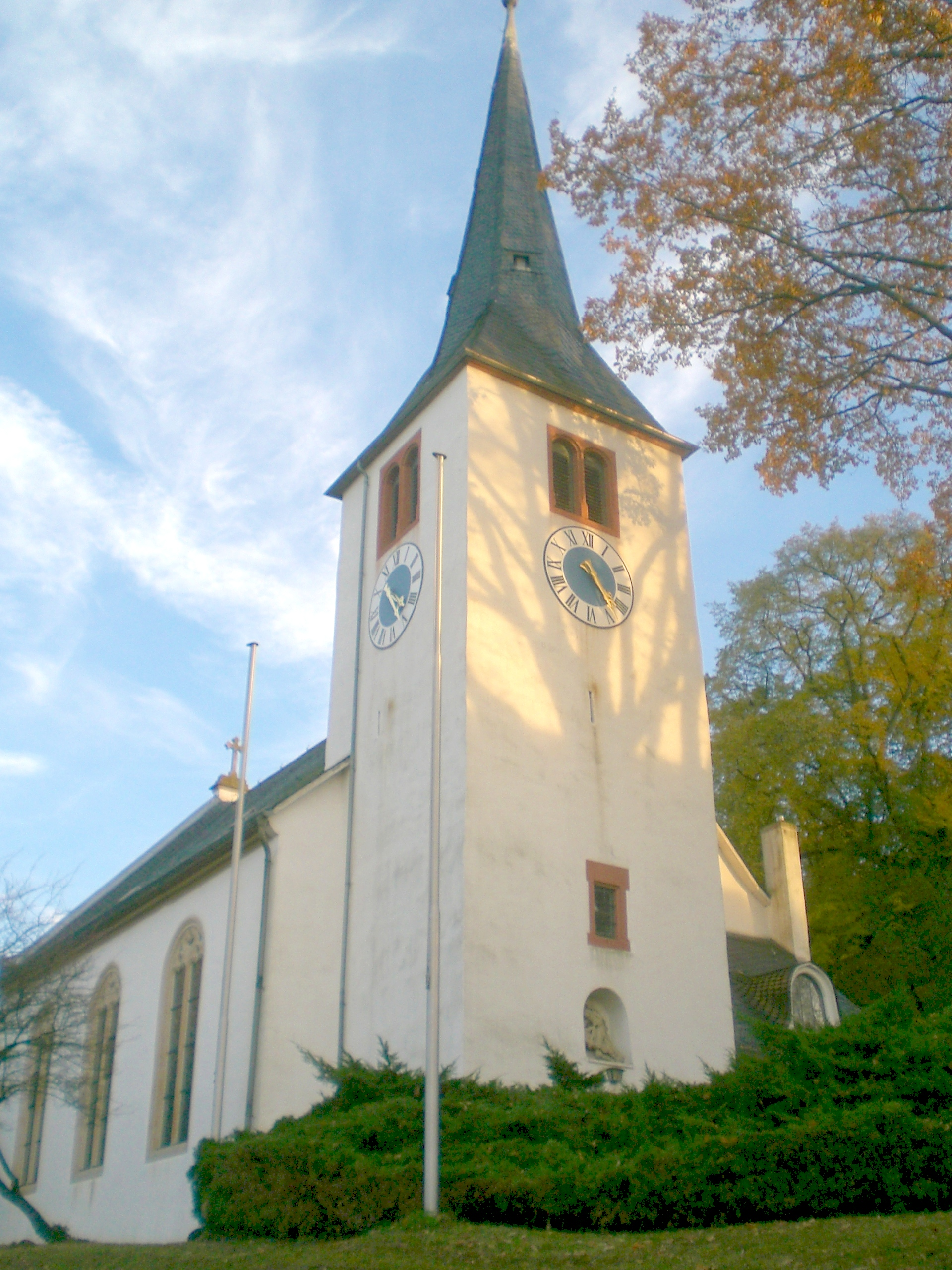
Evangelische Kirche (2006)
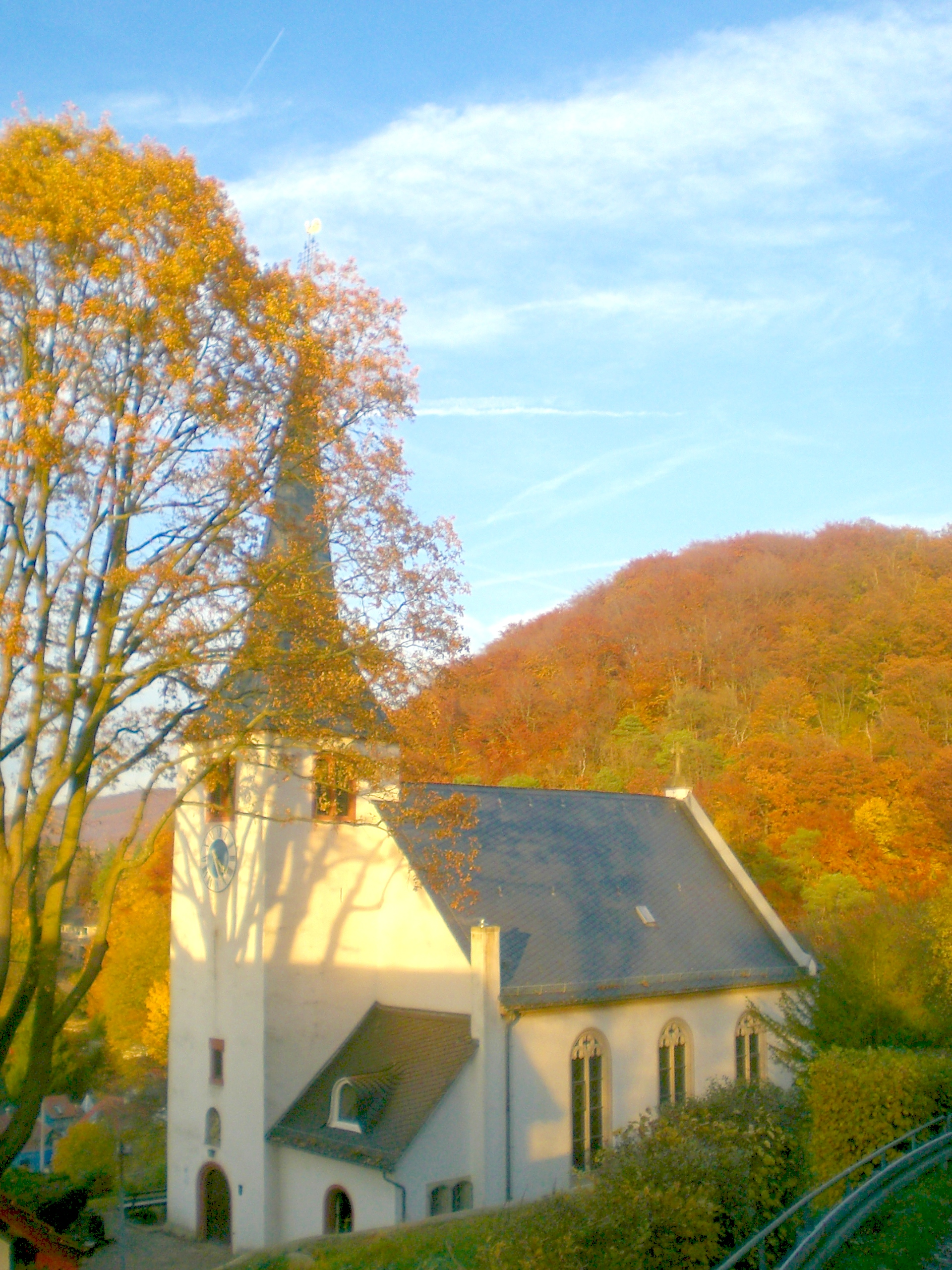
Evangelische Kirche (2006)